# Eustachys tenera
Eustachys tenera är en gräsart som först beskrevs av J.S.Presl, och fick sitt nu gällande namn av Aimée Antoinette Camus. Eustachys tenera ingår i släktet Eustachys och familjen gräs. Inga underarter finns listade i Catalogue of Life.